# Іллінойський гляціал
Іллінойський гляціал — це назва, яку використовували геологи четвертинного періоду в Північній Америці для позначення передостаннього льодовикового періоду приблизно від 191 000 до приблизно 130 000 років тому, під час пізнього середнього плейстоцену (тібан), коли відкладалися відкладення, що складали Іллінойську льодовикову частку. Він передує сангамонському етапу (що відповідає глобальному останньому міжльодовиковому періоду) і слідує за доіллінойським етапом у Північній Америці. Іллінойська стадія визначається як період геологічного часу, протягом якого льодовикові тиллі та зандри, які складають основну частину Гласфордської формації, накопичувалися для створення Іллінойської льодовикової частки . Це відбувається приблизно в той же час, що і передостанній льодовиковий період.
Під час Іллінойського етапу Лаврентійський льодовиковий щит покривав близько 85 відсотків території Іллінойсу. На цьому етапі цей льодовиковий покрив досяг свого найпівденнішого рівня в Північній Америці поблизу Карбондейла, штат Іллінойс. Під час максимальної протяжності край льодовикового щита лежав південніше, досягав округу Дуглас, штат Канзас.

## Інтернет-ресурси
- anonymous, 2007, Global correlation tables for the Quaternary, Subcommission on Quaternary Stratigraphy, Department of Geography, University of Cambridge, Cambridge, England
- Hallberg, G.R., ed., 1980a, Pleistocene stratigraphy in east-central Iowa, PDF version 15.6 MB. Technical information Series. no. 10. Iowa Geological Survey Bureau, Ames, IA.
- Hallberg, G. R., ed., 1980b, Illinoian and Pre-Illinoian stratigraphy of southeast Iowa and adjacent Illinois, PDF version 19.3 MB. Technical information Series. no. 11. Iowa Geological Survey Bureau, Ames, IA.
- Hallberg, G. R., T. E. Fenton, T. J. Kemmis, and G. A. Miller, 1980, Yarmouth Revisited: Midwest Friends of the Pleistocene 27th Field Conference, PDF version 4.6 MB. Guidebook no. 3. Iowa Geological Survey Bureau, Ames, IA.